# Pech Merle

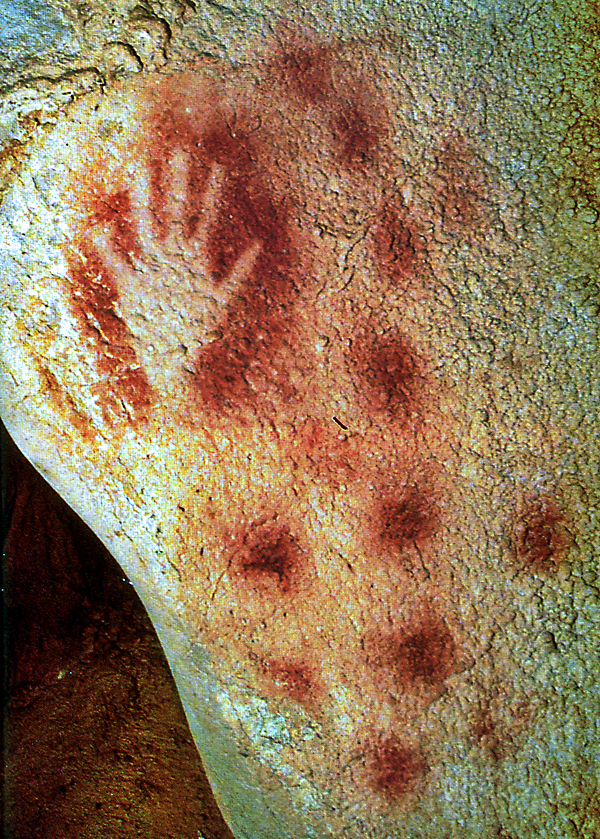
Handnegativ aus der Höhle von Pech Merle

Pech Merle ist eine Tropfsteinhöhle mit jungpaläolithischer Höhlenmalerei. Sie liegt im Südwesten Frankreichs in der Gemeinde Cabrerets in der Nähe der Stadt Cahors und gehört zum Komplex der Frankokantabrischen Höhlenkunst.
Um die Felszeichnungen vor der Atemluft der Besucher zu schützen, können jeden Tag nur 700 Besucher  die Höhle besichtigen. Das Fotografieren in der Höhle ist verboten.

## Geographie
Die Tropfsteinhöhle liegt auf dem Gebiet der Gemeinde Cabrerets im Département Lot. Die Geokoordinaten sind: 44° 30′ 29″ N, 1° 38′ 40″ O.
Der Eingang liegt auf 280 m Höhe zwischen den Flüssen Sagne und Célé.

## Geschichte der Höhlenmalereien
Das Alter der ältesten Zeichnungen wird auf ca. 20.000 Jahre datiert.
Lange ging die Wissenschaft davon aus, dass in den Malereien Männer ihre Jagderfahrungen künstlerisch umgesetzt hatten, doch gab es dafür keine Beweise. Der Archäologe Dean Snow von der Pennsylvania State University analysierte Handabdrücke aus acht französischen und spanischen Steinzeithöhlen, darunter der Höhle von Pech Merle, und fand heraus: Etwa drei Viertel aller farbigen Hände stammen von Frauen, es finden sich auch zahlreiche Handabdrücke von Kindern und Jugendlichen.

## Erforschung
Die Erforschung der Höhle begann 1914. 1922 wurden die Zeichnungen durch die Schüler André David und Henri Dutertre entdeckt. Im Jahre 1923 wurde der jetzige Eingang zur Höhle gegraben.

## Die Höhle
Die Höhle teilt sich in mehrere Säle und Besichtigungspunkte auf.

### Saal der gebrochenen Säule und des schwarzen Fries
Hier liegt eine zerbrochene Säule und man kann die Verschiebungen einer Kalkplatte besichtigen. In diesem Saal sind Zeichnungen von Pferden, Wisenten und Mammuts zu finden. Das Alter der Zeichnungen liegt bei ca. 16.000 und 20.000 Jahren. Die Zeichnungen sind mit Holzkohle ausgeführt.

### Saal der Felsmalereien

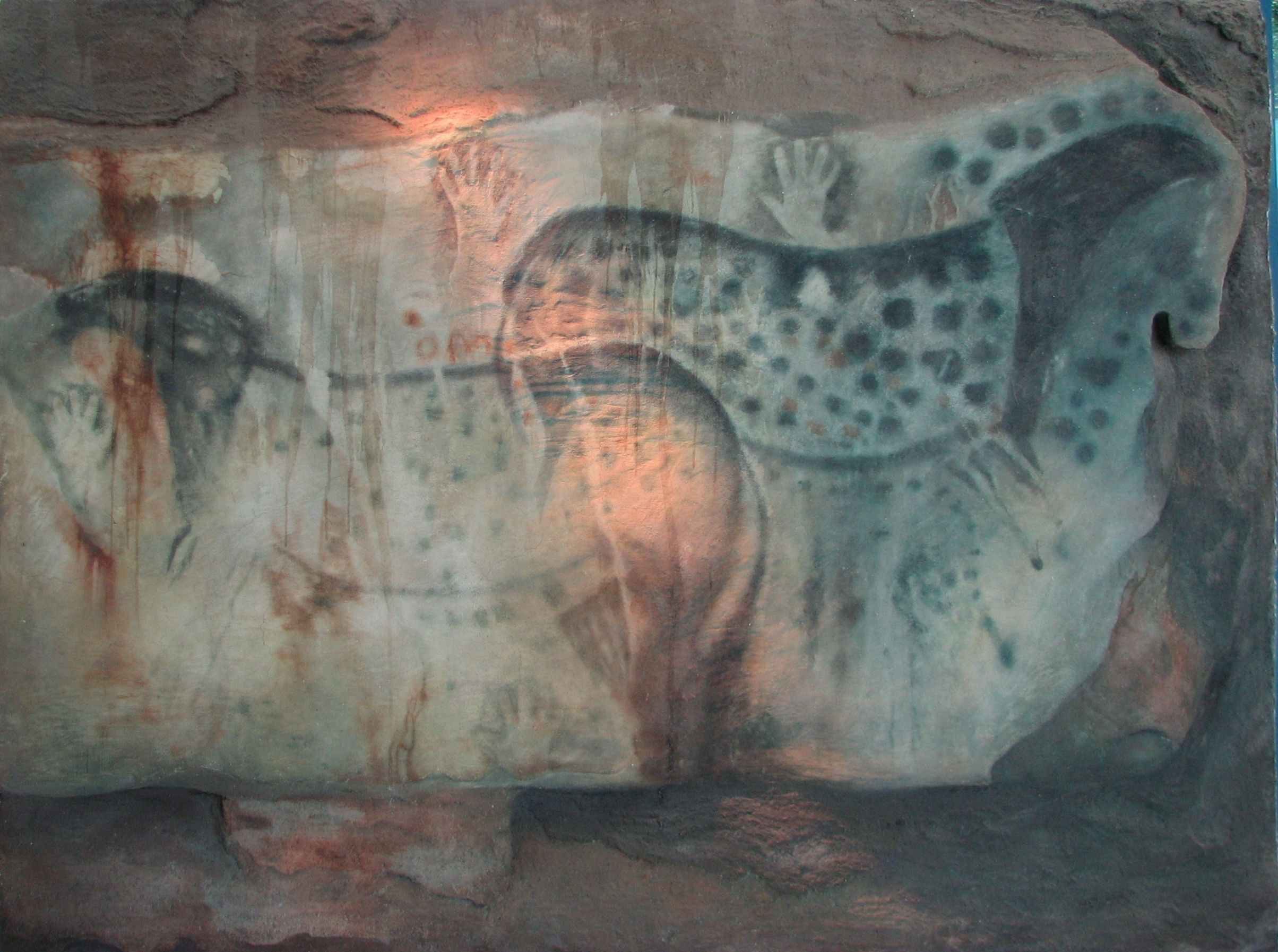
Replik von Pferdedarstellungen aus der Höhle von Pech Merle (Pavilon Anthropos des Mährischen Landesmuseums in Brünn)

In diesem Saal ist eine 40 Meter breite Galerie zu sehen. Abgebildet sind Pferde, Wisente, Fische und Handnegative. Das bedeutet, die Hände wurden auf die Wand gelegt und darum wurde mit einem Blasrohr rote Farbe (Rötel) geblasen. Eine Untersuchung des Jahres 2011 zeigte, dass es während des Gravettiens tatsächlich Pferde mit Tigerscheckung gab, die den gepunkteten Pferden von Pech Merle in ihrem Phänotyp entsprechen könnten.
In diesem Saal haben sich, in mit Calciumcarbonat übersättigtem Wasser, als Rückstände des fließenden Wassers ein Kreisel und viele Perlen gebildet.

### Decke der Hieroglyphen
Hier findet sich ein Gewölbe mit einer Größe von 40 Meter. Die Zeichnungen zeigen Mammuts und weibliche Körperteile.

### Wisent-Frauen
In diesem Bereich sind acht Silhouetten von Frauen zu finden. Daneben sieht man stilisierte Wisente.

### Fußspuren
In einem ausgetrockneten Teil der Höhle finden sich rund 12.000 Jahre alte Fußspuren eines Kindes.

### Bärengalerie
Der Name leitet sich von Kratzspuren von Höhlenbären ab.

### Combel Galerie
In der Mitte der Galerie befindet sich eine über 12 Meter lange Eichenwurzel, die von der Decke senkrecht bis in den Boden reicht.